# Orthocladius albilobus
Orthocladius albilobus är en tvåvingeart som beskrevs av Jean-Jacques Kieffer 1924. Orthocladius albilobus ingår i släktet Orthocladius och familjen fjädermyggor.
Artens utbredningsområde är Tyskland. Inga underarter finns listade i Catalogue of Life.